# جاك شيروود
جاك شيروود (بالإنجليزية: Jack Sherwood)‏ هو لاعب كرة قدم أيرلندي، ولد في 17 فبراير 1991 في دبلن في جمهورية أيرلندا.